# Bundesstraße S (Berlin)
Die Bundesstraße S (Abkürzung: B S) war in den 1960er bis in die 1980er Jahre eine Ersatz-Bundesstraße in West-Berlin. Sie führte in west-östlicher Richtung vom Rathenauplatz im damaligen Bezirk Wilmersdorf u. a. über den Kurfürstendamm und entlang des Landwehrkanals bis zum Schlesischen Tor im damaligen Bezirk Kreuzberg. Nach der deutschen Wiedervereinigung 1990 wurde die Bundesstraße aufgelöst.

## Überblick
- Anfangspunkt: Rathenauplatz (Anschlussstelle der Berliner Stadtautobahn)
- Endpunkt: Skalitzer Straße / Schlesische Straße

## Verlauf
Nach dem Beginn am Rathenauplatz verlief die Bundesstraße über den Kurfürstendamm, den Olivaer Platz, die Lietzenburger Straße, An der Urania, die Schillstraße und den Lützowplatz, wo der Landwehrkanal erreicht wurde. In östlicher Richtung wurde der Verkehr anschließend am Südufer des Kanals über Lützowufer, Schöneberger Ufer, Tempelhofer Ufer, und Waterloo-Ufer geführt, während die Bundesstraße in westlicher Richtung am nördlichen Kanalufer über Hallesches Ufer, Reichpietschufer und die Köbisstraße wiederum den Lützowplatz erreichte. Über Gitschiner Straße und Skalitzer Straße wurde schließlich der östliche Endpunkt am Schlesischen Tor erreicht.
Die Straße ist eine Vorläuferin der später geplanten Bundesautobahn 106, die als „Südtangente“ bezeichnet wurde. Diesen Namen trug auch der als Neubaustrecke angelegte Teil der Lietzenburger Straße von 1961 bis 1963. Dadurch dürfte sich die Benennung der Bundesstraße mit dem Anfangsbuchstaben „S“ erklären.
Anfang der 1990er Jahre wurde die Bundesstraße S aufgehoben. Ihr Teil zwischen Halleschem Tor und Potsdamer Brücke wurde in den neuen Verlauf der Bundesstraße 96 einbezogen.